# Corynebacterium diphtheriae
Corynebacterium diphtheriae är den patogena bakterie som orsakar difteri. Den är också känd som Klebs-Löfflers bacill, eftersom den upptäcktes 1884 av de tyska bakteriologerna Edwin Klebs (1834-1912) och Friedrich Loeffler (1852-1915).

## Klassification
Fyra arter redovisas: C. d. mitis, C. d. intermedius, C. d. Gravis, och C. d. belfanti. De fyra underarterna skiljer sig något i sin kolonimorfologi och biokemiska egenskaper, såsom förmågan att metabolisera vissa näringsämnen, men alla kan vara toxigena (och därför orsaka difteri) eller inte toxigena. C. diphtheriae producerar difteritoxin som förändrar proteiners funktion i värden genom att inaktivera förlängningsfaktorn EF-2. Toxinet orsakar faryngit och så kallade pseudomembran slemhinnor, vanligtvis i halsen. Difteritoxingenen kodas av en bakteriofag som finns i toxigena stammar och är integrerad i bakteriekromosomen.
För att exakt identifiera C. diphtheriae, utförs en gramfärgning för att visa grampositiva, mycket pleomorfa organismer utan speciella arrangemang. Speciella fläckar som Alberts fläck används för att demonstrera metakromatiska granuler i polarområdena. Granulerna kallas polära granuler, Babes Ernst granuler, volutin, et cetera. Ett anrikningsmedium, såsom Löfflers medium, används för att preferentiellt växa C. diphtheriae. Efter att en differentialplatta kallad tellurit agar tillåter alla corynebakterier (inklusive C. diphtheriae) för att minska tellurit till metalliskt tellurium. Minskningen tellurit är colormetrically indikeras av bruna kolonier för de flesta Cornyebacteria art eller av en svart gloria runt C. diphtheriae kolonierna.